# Mustafa Fahmi
Mustafa Fahmi (in arabo مصطفى فهمي باشا‎?) (Creta, 1840 – Il Cairo, 13 settembre 1914) è stato un politico e militare egiziano, più volte ministro e due volte Primo ministro dell'Egitto.

## Gioventù
Fahmī nacque a Creta da famiglia turca, precedentemente insediatasi in Algeria. Suo padre, Husayn Efendī, colonnello, morì nel corso della Guerra di Crimea e Muṣṭafā Fahmī fu adottato da uno zio, Muḥammad Zakī, direttore del Dipartimento dei Lavori Pubblici. Fahmī ricevette la sua istruzione presso l'Accademia Militare Egiziana e dopo aver conseguito il suo brevetto d'ufficiale, entrò nell'Esercito egiziano, raggiungendo il grado di Tenente Generale. Fu quindi nominato governatore di Manūfiyya e poi del Cairo. Infine divenne Governatore di Port Sa'id. Più tardi divenne direttore del Patrimonio Chediviale e quindi Maestro di Cerimonia alla corte chediviale. Prefetto della polizia del Cairo nel 1876, su di lui si appuntarono forti sospetti relativi all'assassinio del Mufattish (Ispettore) Isma'il Siddiq.
Dai figli avuti da sua moglie, la figlia più piccola, Sāfiya, sposerà più tardi Sa'd Zaghlul.

## Carriera politica
Fahmī servì come ministro dei Lavori Pubblici (1879), degli Esteri (1879-1882), della Giustizia (1882), delle Finanze (1884-1887), dell'Interno per tre volte (1887-1888, 1891-1893 e 1895-1908), e, per due volte (1887-1891 e 1894-1895), della Guerra e della Marina Militare. Divenne Primo ministro dell'Egitto dal 1891 al 1893. Una sua malattia ai primi del 1893 causò una crisi tra Lord Cromer e il Chedivè ʿAbbās Hilmi II, che tentò di sostituire il suo Governo con uno guidato da Husayn Fakhri Pascià senza consultare il console britannico. A Fahmī fu concesso di lasciare il governo nel periodo in cui fu sottoposto a cure mediche, ma tornò al governo sotto Nubar Pascià e subito dopo assunse la guida di un Gabinetto che si sarebbe dimostrato il più longevo (dal 1895 al 1908) di tutta la storia dell'Egitto contemporaneo, in cui il potere dei consiglieri britannici pesava assai di più di quello dei singoli ministri egiziani.

## Ultima parte della vita
Fahmī fu di sentimenti filo-britannici per la maggior parte della sua vita politica attiva, rimettendosi più volte alle pesanti ingerenze di Lord Cromer, ma dopo aver lasciato il governo, cadde sotto l'influenza del genero, Sa'd Zaghlul, che aveva sposato la figlia più giovane di Fahmī, Sāfiya. Circolarono voci sul fatto che Fahmī potesse guidare un nuovo Governo nel 1914, dopo le dimissioni di Muhammad Sa'id Pascià, ma era in condizioni di salute assai precarie e, difatti, Fahmī morì poco dopo al Cairo. Molti egiziani lo considerano troppo arrendevole nei confronti della forte ingerenza britannica negli affari del Paese.